# Vieux Paris (film)
Pour plus de détails, voir Fiche technique et Distribution.
Vieux Paris est un film de Georges Méliès sorti en 1900 au début du cinéma muet.

## Fiche technique
- Réalisation, scénario et producteur : Georges Méliès
- Société de production : Star-Film
- Format : Muet - Noir et blanc